# Manfred Billinger

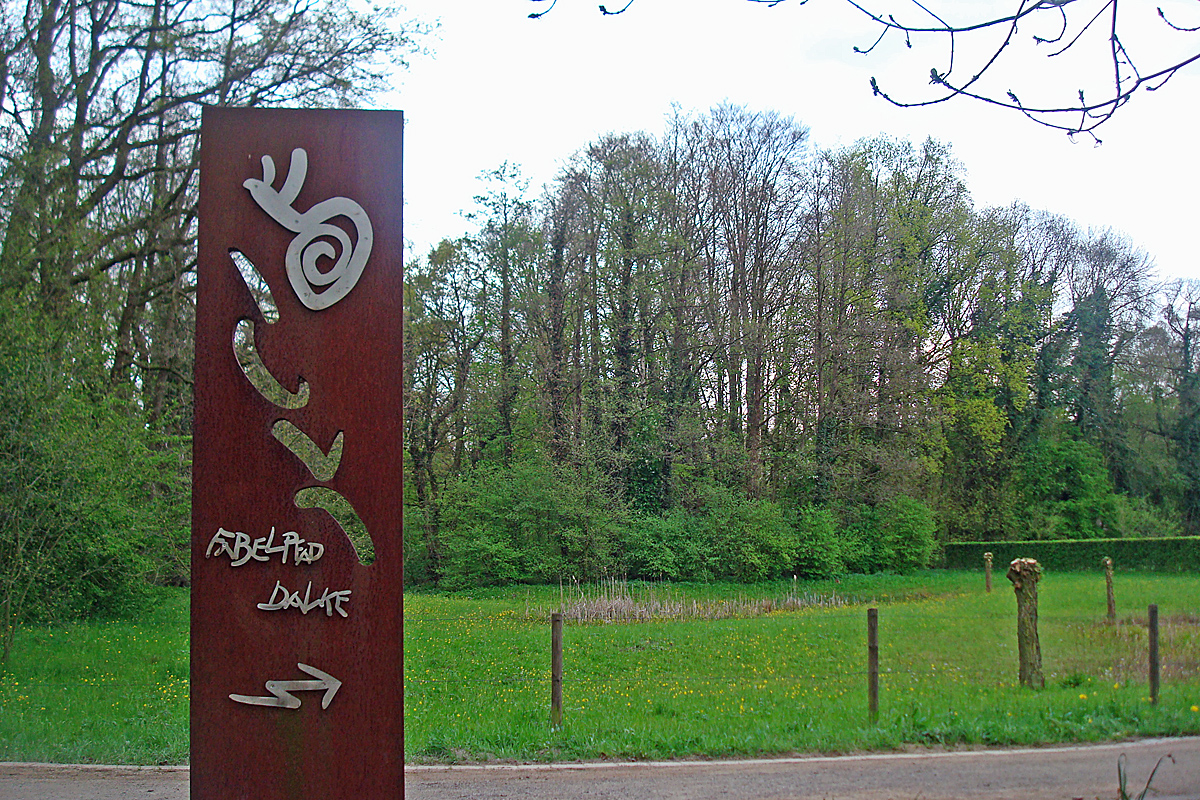
Wegweiser zum Fabelpfad im Stadtpark Gütersloh

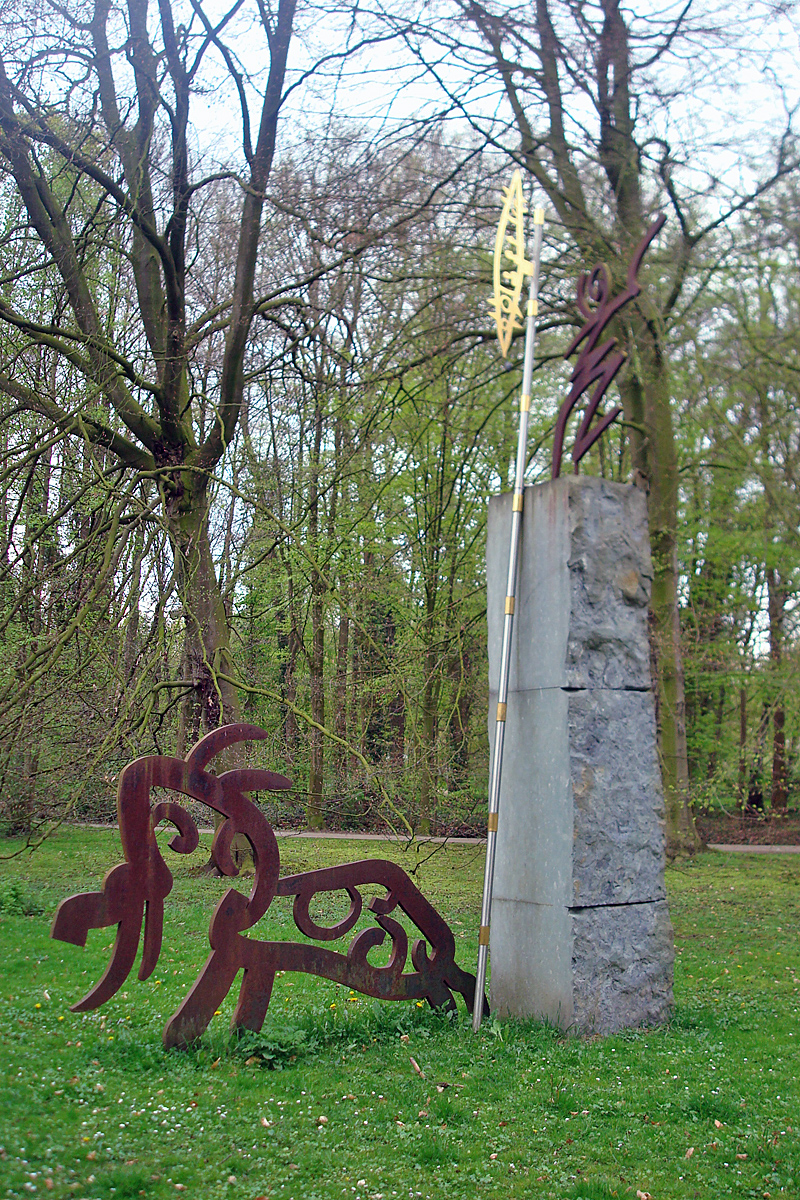
Skulptur „Mammut mit Himmelsschiff“ am Fabelpfad

Manfred Billinger (* 25. September 1953 in Münster; † 10. Februar 2001 in Hamm) war ein deutscher Künstler.

## Leben und Wirken
Billinger, 1953 geboren, studierte ab 1976 an der Fachhochschule für Design in Münster mit dem Schwerpunkt auf Objektdesign, Bildhauerei, und Zeichnen. 1978 eröffnete er sein erstes Atelier in Münster. Seine Diplomarbeit verfasste er zum Thema „Monolithische Objekte in der Landschaft“.
1982 zog Billinger als freischaffender Künstler nach Hamm, wo er ab 1988 in einer Halle auf dem Gelände der Thyssen Draht AG als Künstler tätig war. Ab 1999 stand ihm als Atelier eine ehemalige Orangerie in einem münsterländischen Schlosspark zur Verfügung.
1987 erhielt Billinger ein Frankreich-Stipendium der Aldegrever-Gesellschaft, Münster. 1990 wurde er mit dem damals zum ersten Mal verliehenen Dr.-Emil-Löhnberg-Preis der Stadt Hamm geehrt.
Für den Stadtpark Gütersloh schuf Billinger den sogenannten Fabelpfad, bestehend aus acht Stahlskulpturen zwischen 1,60 und 5,20 Meter Höhe. Die erste Skulptur wurde 2000 zur 175-Jahr-Feier der Stadt Gütersloh aufgestellt, weitere in den Folgejahren. Da Billinger 2001 im Alter von 47 Jahren verstarb, erlebte er die Vollendung des Fabelpfads nicht mehr. Die Skulpturen wurden posthum nach seinen Plänen gefertigt.

## Rezeption
Zitat von Herbert Knorr: „Vom schwarzen Hamm zur Ökostadt. Wo heute in einer kleinen Grünanlage zwischen Wilhelmstraße und Victoriastraße die Werke des Hammer Künstlers Manfred Billinger die Blicke auf sich ziehen“.

## Ausstellungen (Auswahl)
- 1988: Manfred Billinger Ausstellung – Bitte freimachen: Kunst im City-Bereich Hamm", von Manfred Billinger, Henning Eichinger, Werner Ratering, vom 6. März bis 4. April 1988 Städtisches Gustav-Lübcke-Museum Hamm[4]
- 1989: Manfred Billinger Bilder + Objekte. Städtisches Museum Kalkar. 9. April bis 16. Mai 1989. Autor: Dr. Siegfried Gnichwitz, Herten.
- 1990: Manfred Billinger Ausstellung – Ton in Ton, Skulpturenprojekt mit keramischen Resonanzkörpern, vom 16. September bis zum 28. Oktober 1990, Elektrohalle Maximilienpark, Hamm[5]
- 1991: Manfred Billinger Ausstellung – Unausweichlich: Werke der Künstler Manfred Billinger und Merve Giehl vom 12. Januar – 3. Februar 1991 im Marmelsteiner Kabinett, Würzburg[6]
- 2006: Manfred Billinger Ausstellung – Bekannt - Unbekannt - Unkennbar: Ausstellung zum Künstler Manfred Billinger, Malerei und Skulptur, vom 30. Juli bis 10. September 2006, Gustav-Lübcke-Museum, Hamm

## Auszeichnungen
- 1987: Frankreich-Stipendium der Aldegrever-Gesellschaft, Münster.
- 1990: Ehrung mit dem Dr. Emil-Löhnberg-Kulturförderpreis der Stadt Hamm.[7]
- 2018 Benennung einer Straße in Hamm-Pelkum nach Manfred Billinger